# Palais des fêtes de la Ville de Liège
Le Palais des fêtes de la Ville de Liège, aussi dénommé, Palais des sports ou encore Patinoire de Liège, est situé au 7, Quai de Wallonie, dans le quartier de Coronmeuse à Liège et est le bâtiment destiné à accueillir les manifestations festives de l'Exposition internationale de la Technique de l'eau de 1939. Il comportait une patinoire encore utilisée bien des années après l'exposition.
Le bâtiment a fermé ses portes en décembre 2010 à la suite d'intempéries. Il ne sera jamais rouvert, la patinoire est fermée en 2011 et une nouvelle patinoire est inaugurée à la Médiacité l'année suivante.
Repris dans le plan de l'éco-quartier de Coronmeuse, le palais va subir d'importantes rénovations pour pouvoir accueillir une école fondamentale, une salle multisports ainsi qu'un marché bio.

## Contexte

### Contexte historique
En 1937, Georges Truffaut, échevin des travaux publics de la ville de Liège, décide de créer une exposition internationale à Liège afin d'inaugurer, après dix ans de travaux, le canal Albert, un axe de transport majeur dans le transport fluvial. La création de ce canal va améliorer les échanges fluviaux internationaux et donc, l'économie du pays.
L'exposition en question a pour but de mettre en valeur les progrès techniques liés à la thématique de l'eau et s'appellera donc : L'Exposition internationale de la technique de l'eau. Elle est le reflet des nouvelles ambitions liégeoises : se moderniser et donner l'image d'une ville dynamique et industrieuse.
L'exposition est ambitieuse et Liège ne possède pas encore tous les aménagements et équipements nécessaires pour accueillir le public escompté. Le plan d'aménagement est confié à Ivon Falise, alors âgé de 29 ans, bénéficiant de quelques conseils de Le Corbusier.
Il faut notamment créer une structure unique permettant de recevoir une telle manifestation : un Palais des fêtes. Liège ne possède pas encore d'infrastructure permettant l'organisation d'expositions, de foires commerciales, de congrès, de concerts... Cette responsabilité est déléguée à Jean Moutschen, qui, à 29 ans, est déjà l'auteur du bâtiment du l'Athénée Léonie de Waha, incarnant une prouesse technique. Son frère, Joseph Moutschen, lui aussi architecte à Liège, participe aux dessins préparatoires du projet.
Inaugurée en mai 1939, l'Exposition, et surtout sa clôture, précède de peu l'invasion allemande de la Belgique lors de la seconde guerre mondiale.

### Contexte physique

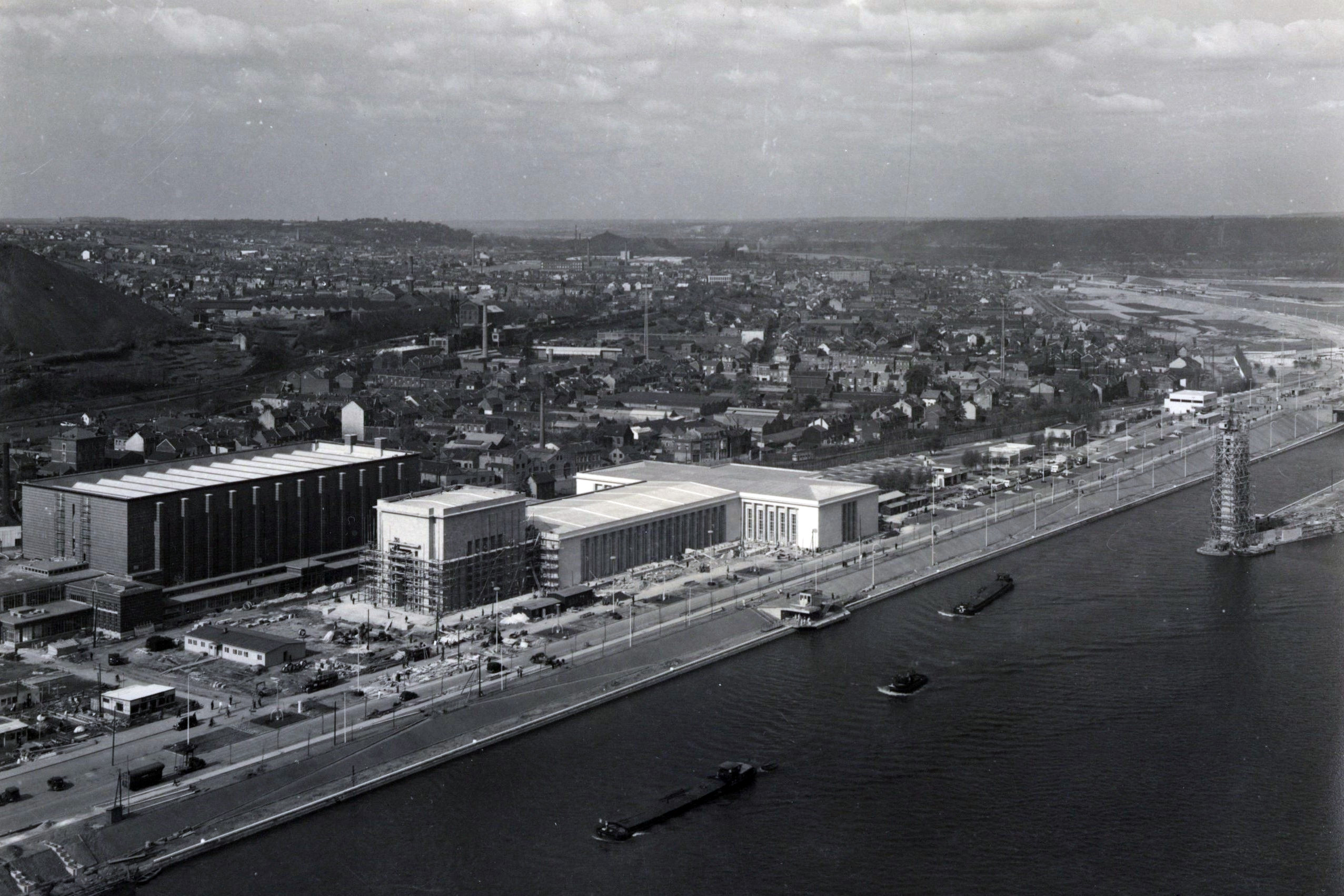
Vue du ciel de la rive gauche de l'Exposition de 1939

Établi à l'intersection du canal Albert et de la Meuse, à Coronmeuse, l'emplacement du site n'a pas été choisi au hasard : situé à l'entrée de la ville et directement reliée au centre, l'endroit de l'Exposition est stratégique car facilement accessible et libéré des problèmes d'exiguïté d'un centre-ville. Elle permet justement au centre-ville de s'étendre. Il s'étend sur 70 hectares et est compris entre le pont de Coronmeuse et le pont Marexhe. L'Exposition étant dédiée à l'eau, elle longe une zone de 30 hectares d'eau. L'emplacement à proximité de l'eau permet à l'eau d'être expérimentée de nombreuses façons, théâtre de la Grande Saison de l'eau.
Le terrain occupé par l'Exposition de l'eau est situé en aval de celui de l'Exposition du centenaire en 1930.

### Contexte architectural
Les fondateurs du Groupe l'Équerre sont influencés par Le Corbusier et les congrès CIAM, pour lequel celui-ci joue un rôle majeur.
Le Groupe l'Équerre commence à s'issir des projets au programme scolaire et incarnent une nouvelle dynamique architecturale en étant les décideurs de l'Exposition. Le jeune Groupe l'Équerre devient ambassadeur de l'architecture moderne en prônant une urbanisation des villes en luttant contre les lotissements étouffés, contre les procédés archaïques de construction et l'insalubrité. Ils tentent de proposer du logement et équipements publics sains pour la collectivité, notamment en reverdissant les agglomérations.
La nomination d'Ivon Falise comme directeur des travaux donne le ton sur le caractère avant-gardiste de l'Exposition.
L'Exposition de la Technique de l'eau joue un rôle majeur dans l'histoire de l'architecture car elle constitue une opportunité, une tribune, pour les architectes d'exprimer leurs convictions pour les nouvelles tendances architecturales. Le modernisme, qui autrefois se faisait discret, s'offre généreusement au grand public.

## Description du bâtiment

### Intégration dans son contexte

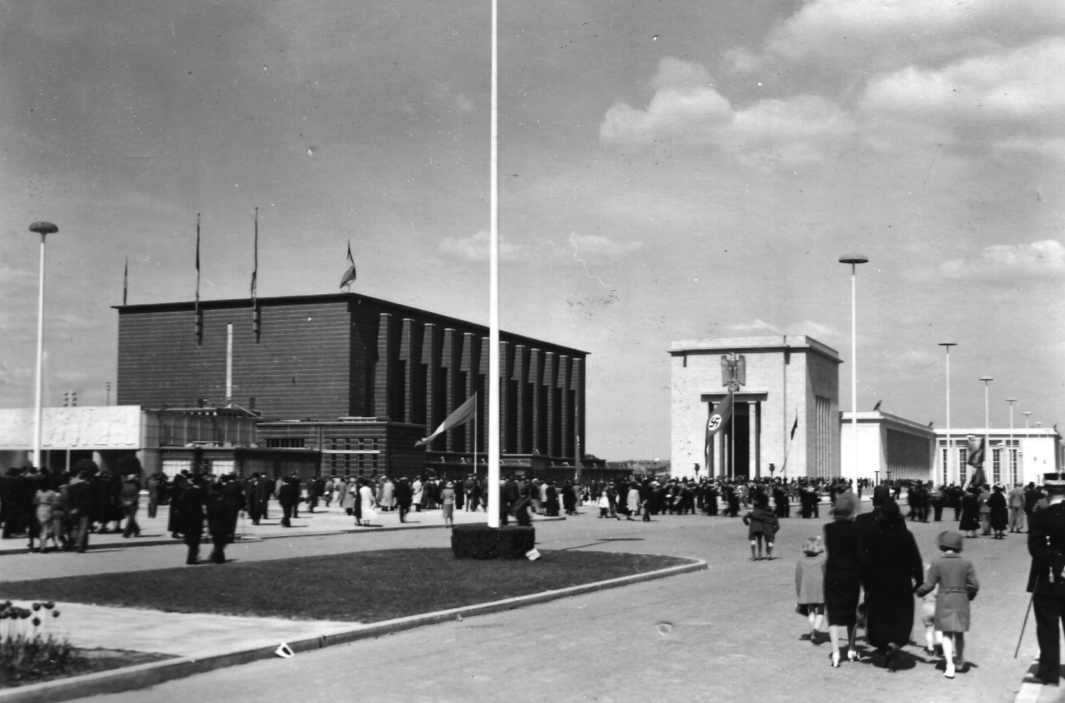
Palais permanent de la ville de Liège et palais de l'Allemagne.

Le Palais symbolise l'entrée de l'Exposition et de la ville de Liège et, haut de 19,5 mètres, constitue un véritable point de repère pour les deux entités. L'entrée est orientée vers la ville. Au Nord, se situent le parking et les voies de circulation rapide. Au Sud, on retrouve une promenade pédestre en bord de Meuse, qui longe la parcelle.
Le palais des fêtes s'implantera sur la rive gauche, à proximité du Palais du Commissariat général et du palais de l'Allemagne du Troisième Reich, à l'architecture monumentale, presque aussi haut que son voisin. Le palais allemand occupe une place de choix car il est situé juste à côté de l'entrée principale du Palais des fêtes. Alors qu’elle prépare la guerre, l’Allemagne est le plus grand participant international de l’Exposition.
Son important gabarit, ainsi que sa couleur flamboyante marquent le paysage naturel et architectural, en étant situé le long de la Meuse et au milieu d'une vaste étendue verte.

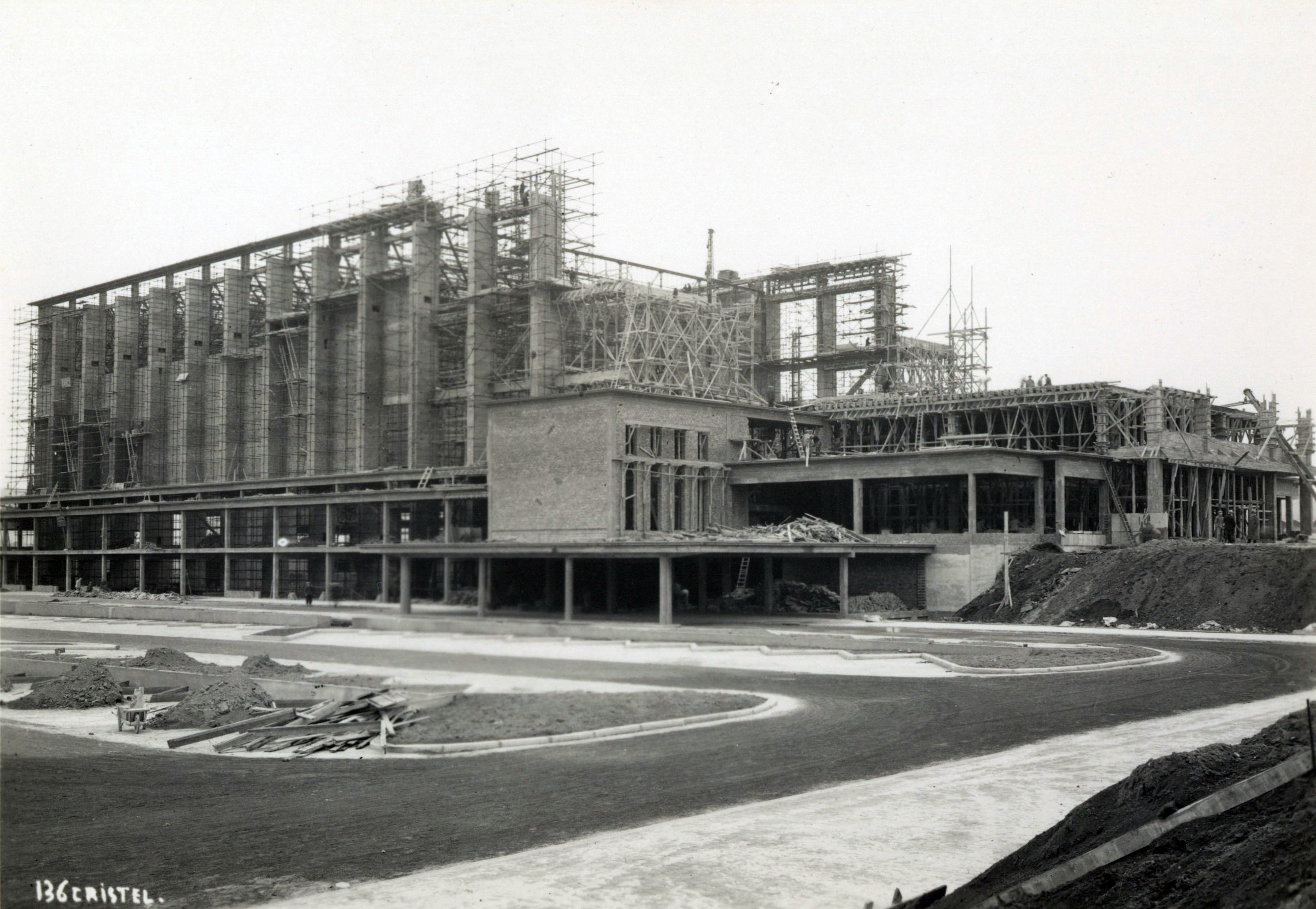
Le Palais permanent en chantier

### Construction et matériaux
Étant les ambassadeurs du modernisme à Liège, les membres du Groupe l'Équerre inscrivent leur pratique dans une volonté de rupture par rapport au passé.
Cela se marque notamment dans les choix des matériaux utilisés pour le Palais des fêtes : semelle de fondation et murs en béton armé, structure métallique pour la toiture, utilisation de nouveaux matériaux composites pour les gaines techniques. Le Palais des fêtes est un véritable projet avant-gardiste.
Jean Moutschen utilise les principes extraits des CIAM : "de l'air, de l'espace, de la lumière, de la verdure" pour la construction du projet du Palais des fêtes. Ces principes étant déjà appliqués par Ivon Falise pour le plan directeur de l'Exposition. On assiste à un libéralisme idéalisé, qui prévaut sur le matérialisme des origines.
L'architecte conçoit le Palais des fêtes comme une grande boîte de béton aux dimensions généreuses : 90 mètres de longueur pour 40 mètres de largeur et une hauteur de près de 20 mètres. Le gabarit est monumental. La salle principale offre un vaste volume de 3 600 m2 sans aucun support ponctuel, tel que des colonnes, grâce à son ossature en béton. L'exploit constructif relève cependant de la tribune en béton suspendue, pouvant recevoir 781 places et ayant une portée de 42 mètres.
Les façades sont presque aveugles, sans ornement. Des contreforts viennent ponctuellement renseigner la logique constructive du projet. La lumière intérieure est naturelle grâce à l'ouverture zénithale de la toiture en sheds, qui est soutenue par les contreforts en façade.
Le bâtiment est bel et bien fonctionnel, comme à l'habitude du Groupe l'Équerre. Le revêtement en panneaux de terre cuite, aux nuances de couleur parcourant le rouge clair au violet foncé, vient adoucir l'austérité que ce strict fonctionnalisme aurait pu porter.

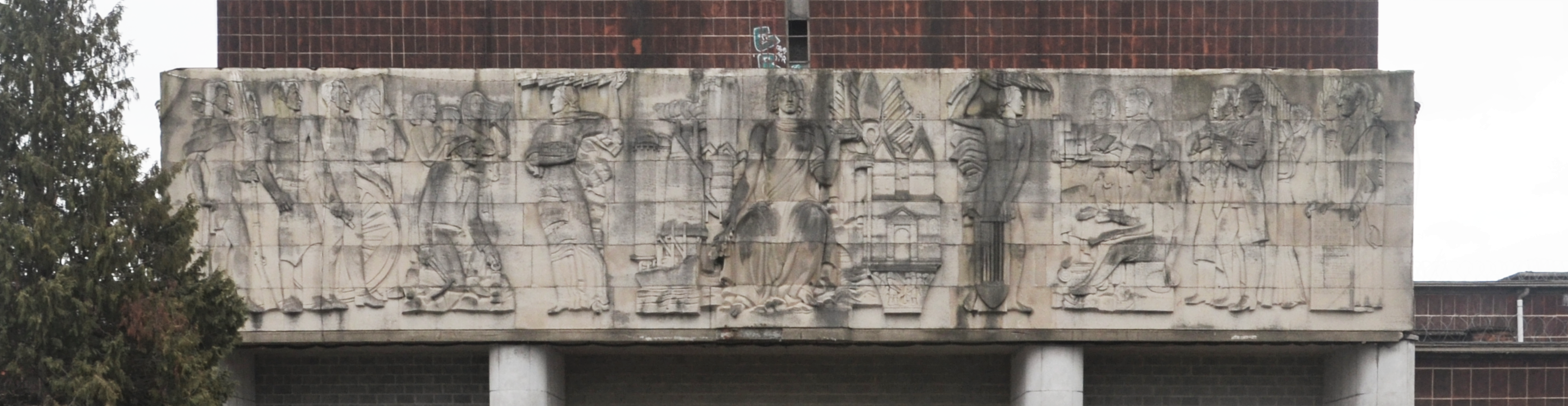
"Liège, l'Art et l'Industrie" d'Adolphe Wansart. 23 x 1,5m

### Intégration d'œuvres d'art
Jean Moutschen fait partie de ces architectes travaillant régulièrement avec des artistes pour intégrer l'œuvre d'art plastique dans ses projets d'architecture. Il collabore avec deux artistes sculpteurs belges : Adolphe Wansart et Adelin Salle.

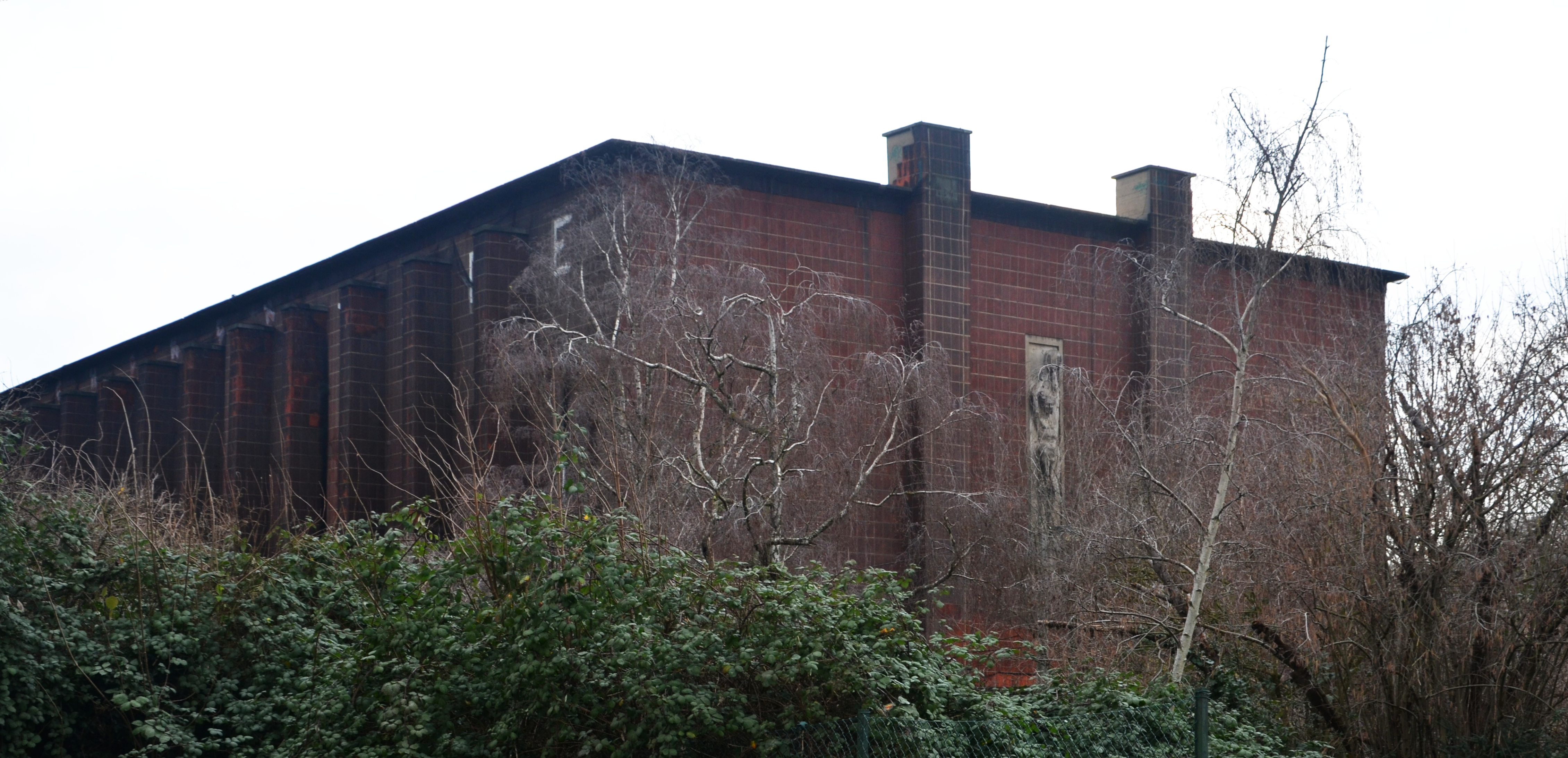
"Dionysos" d'Adelin Salle. 9,5 x 1,5m

Wansart réalise le bas-relief "Liège, l'Art et l'Industrie". Arts et industrie étant étroitement relié au thème de l'exposition. Ce bas-relief en pierre bleue est le plus marquant du Palais des fêtes, couvrant toute la largeur de l'entrée principale. Ce bas-relief représente une allégorie de la ville de Liège, avec son passé industriel et culturel. À gauche, on peut observer la muse de l'électricité, qui fait face à l'armurier et au Val Saint-Lambert. À droite, on retrouve la muse des arts et des sciences, qui regarde avec dédain les allégories des arts, Grétry et Franck.
Salle réalise, quant à lui, deux bas-reliefs, un buste et un Dionysos, dansant au rythme du tambourin, directement lié à la fonction du Palais des fêtes.
Ces interventions sont situées aux extrémités du bâtiment.

### Fonctionnement
Le volume principal, parallélépipède et précédé d'un péristyle du Palais des fêtes dispose d'une patinoire pouvant être recouverte par un plancher amovible sur des rails suspendus. À l'époque, avec sa longueur de 58 mètres et sa largeur de 26 mètres, la patinoire était la plus grande de Belgique et une des plus grandes d'Europe. Ce volume est entouré d'espaces plus petits, annexés au gabarit principal. Ces volumes, eux, ne constituent pas une forme pure, ont été retravaillés pour permettre des entrées de lumières en façade. Chaque façade possède son entrée, permettant plusieurs manifestations simultanées. Les annexes contiennent les services tels que des bureaux, une cuisine, un bar-restaurant, une salle de congrès et le hall d'accueil. Ceux-ci permettent une transition entre l'extérieur et le foyer principal contenant la patinoire, doté d'une tribune en béton armé.
L'ossature du Palais des fêtes a été dimensionnée dans l'optique de proposer l'exposition de pièces plus lourdes. C'est aussi pour cette raison que l'entrée vers Liège dispose de larges portes roulantes, grâce auxquelles est permise une ouverture de 10 mètres sur 5 mètres, afin d'y livrer des œuvres aux dimensions généreuses.

## Au début des années 2000

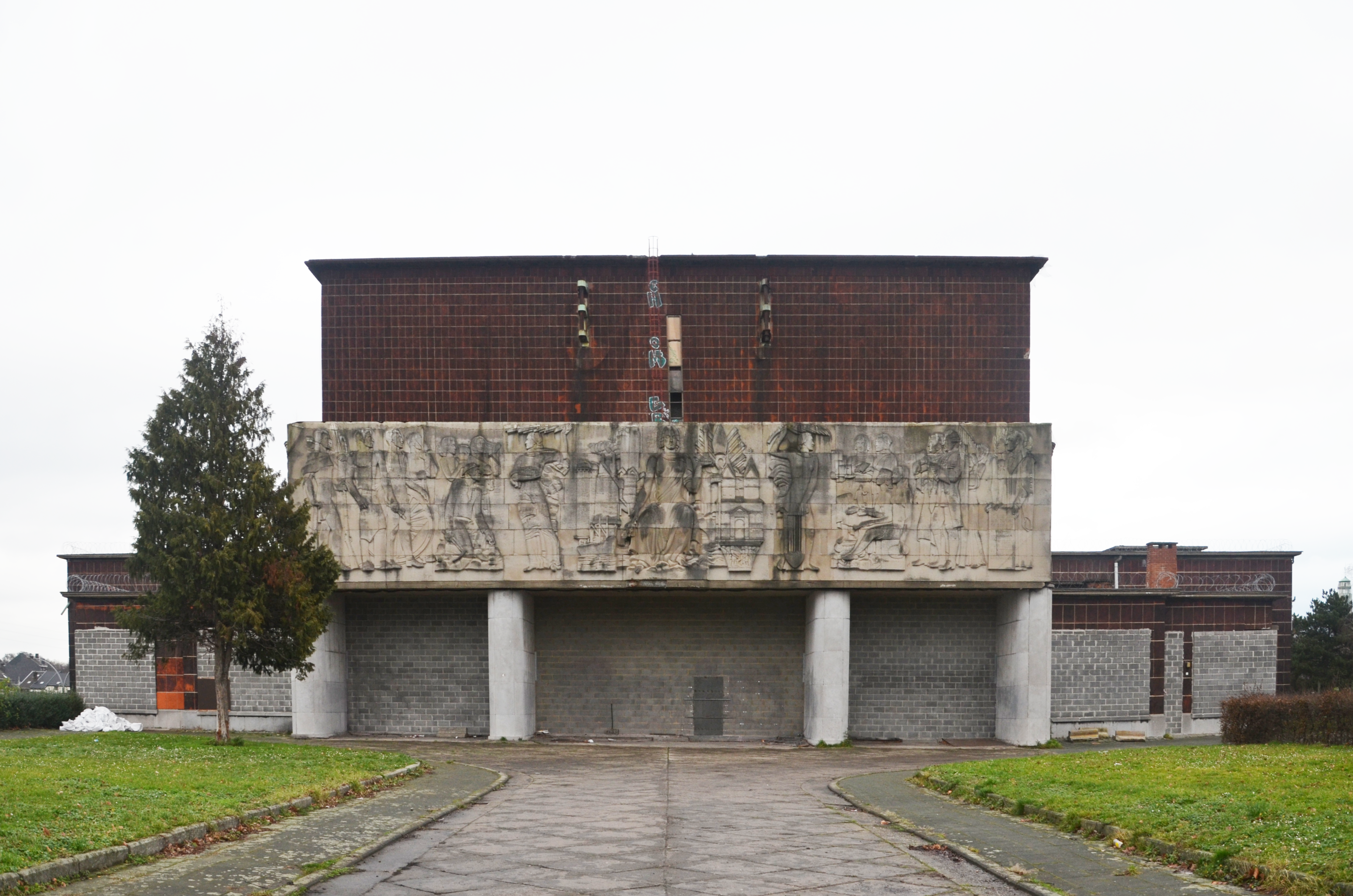
Entrée principale.
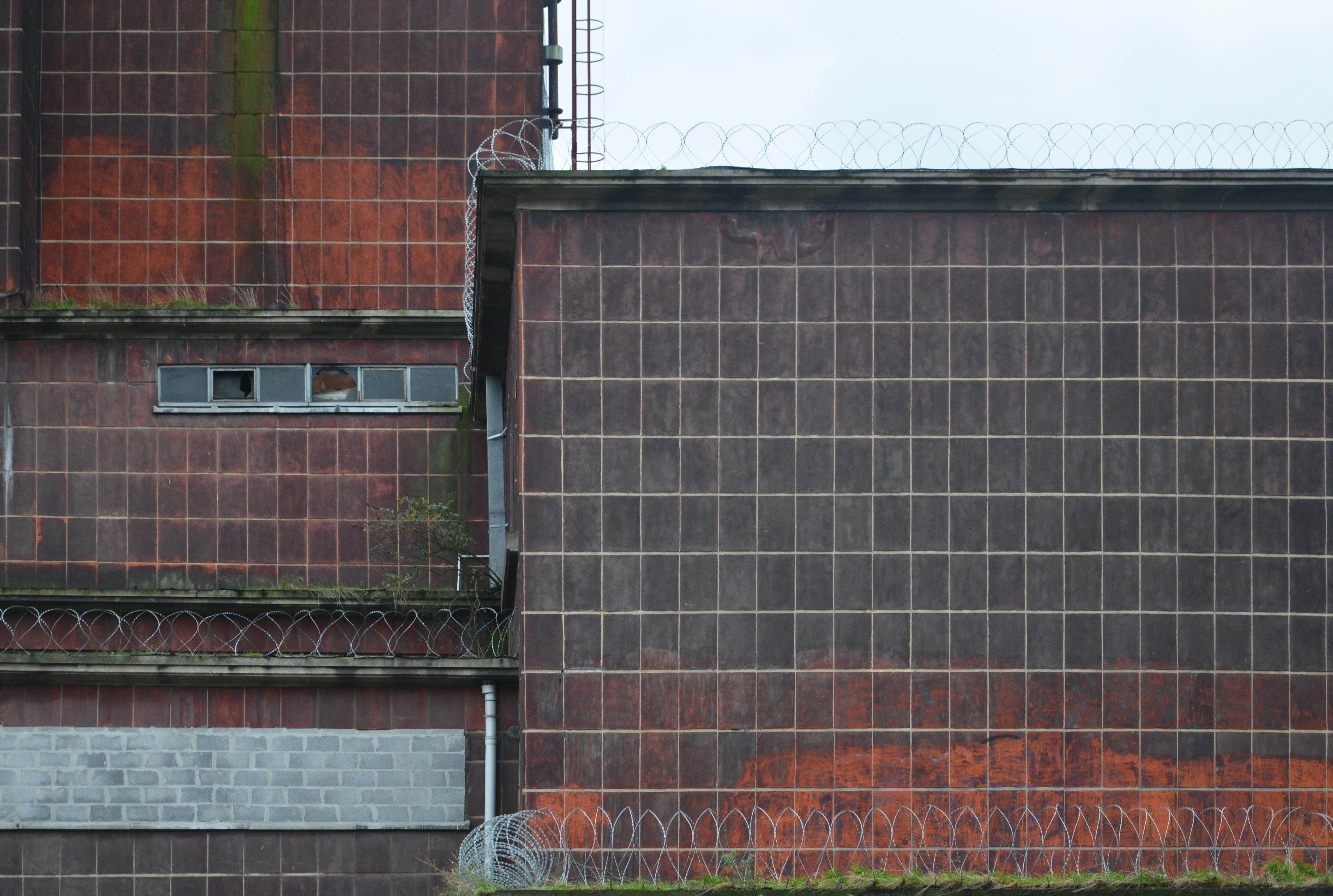
État des matériaux en façade.
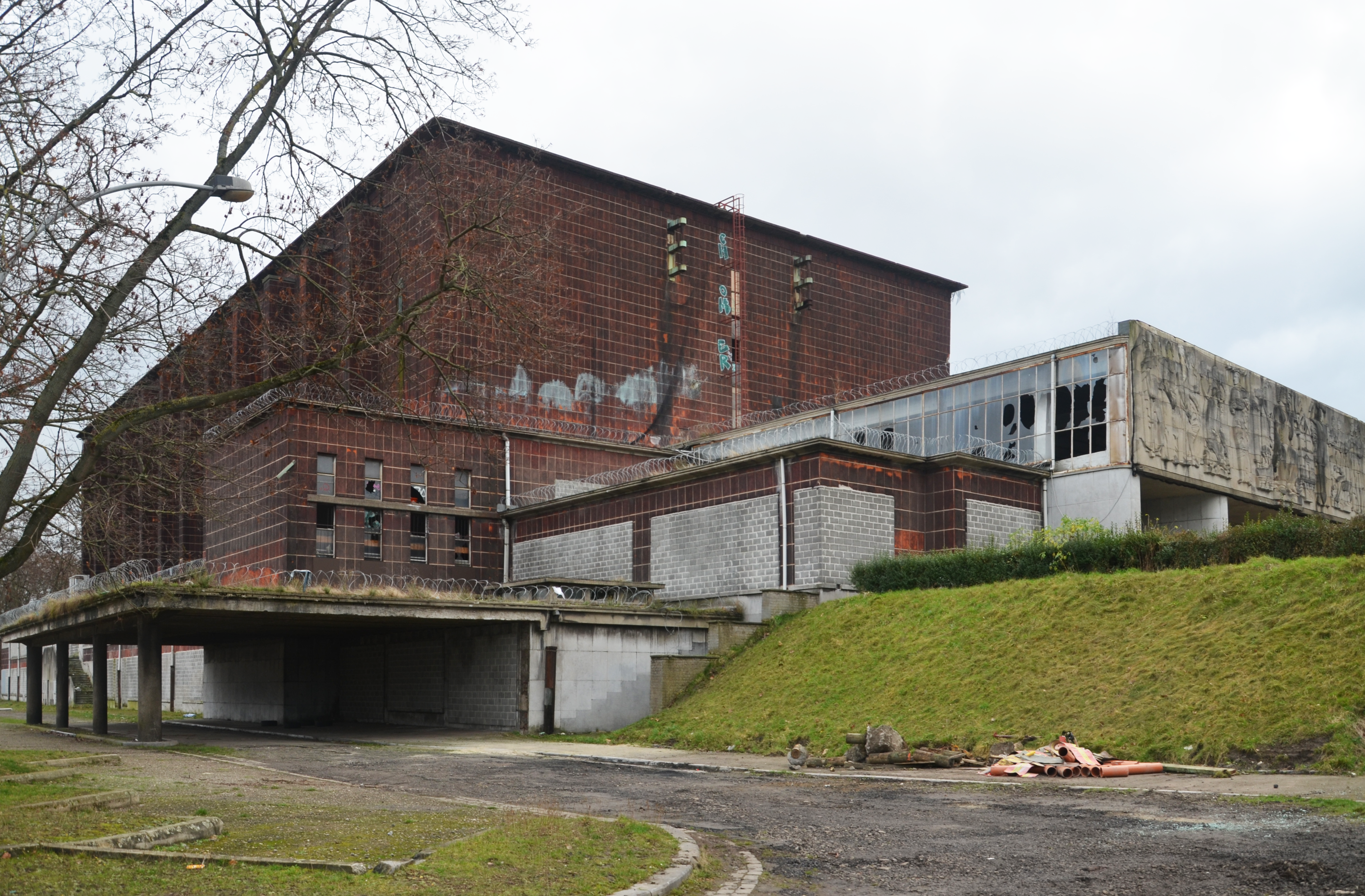
Vue du Palais depuis la rue Ernest Solvay.

Le Palais permanent des fêtes de la Ville de Liège est, avec la plaine de jeux et crèche Reine Astrid, le seul bâtiment pérenne de l'Exposition internationale de la technique de l'eau de 1939.
Le bâtiment en très mauvais état est désaffecté depuis que Liège possède une autre patinoire, moderne et salubre. Le 24 décembre 2010, suite à de fortes intempéries, la toiture de la patinoire reçoit une couche de neige et de glace si épaisse qu'elle a provoqué des infiltrations d'eau. L'utilisation du bâtiment devient insécurisée, quelques tôles ayant fléchi. Au départ, la fermeture était temporaire. Finalement, la patinoire ne rouvrira jamais ses portes. Liège avait bel et bien l'intention de le reconvertir à l'occasion de l'Exposition universelle pour laquelle la ville était candidate pour 2017. Le Kazakhstan ayant remporté la candidature, la Belgique a abandonné le projet de faire du Palais des fêtes la nouvelle entrée de l'Exposition.
Avant d'être reconverti, le Palais permanent des fêtes aura besoin de travaux permettant sa remise aux normes. L'édifice contient une importante quantité d'amiante, ainsi qu'une structure métallique pour la toiture qui n'est pas résistante au feu. Les ouvertures du Palais des fêtes ont été obstruées par des blocs de béton afin d'éviter le vandalisme et l'intrusion d'animaux.
Constituant un réel témoin de l'histoire belge, tant au niveau architectural que purement historique de par sa présence après avoir connu la Seconde Guerre mondiale, elle a déjà fait l'objet de demandes de classements, sans succès.
Les sièges coques en plastique de la patinoire du Palais des fêtes prennent maintenant place dans la nouvelle patinoire de Liège.